# اریک بوچر
اریک بوچر (انگلیسی: Eric Boucher؛ زادهٔ ۱ دسامبر ۱۹۵۸) بازیکن فوتبال اهل فرانسه است.
از باشگاه‌هایی که در آن بازی کرده‌است می‌توان به باشگاه فوتبال المپیک لیون و باشگاه فوتبال بوردو اشاره کرد.